# シルバーアロワナ
シルバーアロワナ（学名：Osteoglossum bicirrhosum）は、アロワナ目アロワナ科アロワナ亜科に属する魚類。学名の"Osteoglossum"は「骨質の舌」、"bicirrhosum"は「2つのひげ」(ギリシャ語に由来)を意味する。

## 分布
アマゾン川、ペルー、ブラジル、南米ギアナ

## 特徴
この種は南米の河川に生息する。
アロワナの仲間としては非常に細長い体型で、体長の半分を占める尻びれと背びれが特徴。野生状態では最大で1.2m、飼育下では50cmほどに成長するアロワナ亜科の最大種である。他のアロワナと同様に口は上方に向かって開き、主に水面に浮かんだ昆虫やエビなどの甲殻類、小魚などを食べている。ジャンプして水上を飛ぶ昆虫を食べることもある。
オスは卵を口の中に入れ、稚魚が大きくなるまでの約6週間は口の中で育てる。

## 人間との関わり
現地では食用とされる他、ゲームフィッシングの対象としても人気がある。アロワナとしては非常に入手しやすく、価格も安いために観賞用としての人気も高い。しかし、成長が早く最大サイズも大きいことから、終生飼育のためには最低でもその個の体長を越えるだけの奥行きのある水槽が必要である。狭い水槽で育った本種は眼球が「目垂れ」という現象を起こしやすくなり、体型もいびつとなる。
シルバーアロワナはアジアアロワナと異なりCITESに記載されていない。